# Dário Meira
Dário Meira är en kommun i Brasilien.   Den ligger i delstaten Bahia, i den östra delen av landet, 900 km öster om huvudstaden Brasília. Antalet invånare är 12 841.
Omgivningarna runt Dário Meira är huvudsakligen savann. Runt Dário Meira är det ganska glesbefolkat, med 39 invånare per kvadratkilometer.